# Carmine Cesarano
Carmine Cesarano (Pagani, 24 ottobre 1869 – Aversa, 22 novembre 1935) è stato un arcivescovo cattolico italiano.

## Biografia
Dopo aver studiato nel seminario di Pagani e aver conseguito la laurea in teologia nell'Università Cattolica, nel 1915 fu nominato vescovo di Ozieri.
Nel 1918 fu nominato arcivescovo di Conza ed amministratore apostolico di Campagna. Quando l'arcidiocesi di Conza fu unita alla diocesi di Sant'Angelo dei Lombardi, fu eletto vescovo di Campagna col titolo personale di arcivescovo.
Durante il periodo conzano scelse di abitare a Campagna e, dopo aver sostenuto l'autonomia della diocesi campagnese, permise alla curia di entrare in possesso dell'ex convento della Madonna d'Avigliano, adibendolo a sede estiva del seminario. Nel 1925 inaugurò la parrocchia di Serradarce e l'ospedale di mendicità, e nel 1927, in concomitanza del centenario della fondazione del seminario, convocò il sinodo diocesano e realizzò a proprie spese un trono marmoreo per la cattedrale di Santa Maria della Pace, rimosso in seguito dal vescovo Jolando Nuzzi.
Per le opere fatte alla diocesi di Campagna, l'amministrazione gli dedicò una strada e la cittadinanza onoraria.
Nel 1931 fu trasferito alla diocesi di Aversa, dove morì il 22 novembre 1935.

## Genealogia episcopale e successione apostolica
La genealogia episcopale è:
- Cardinale Scipione Rebiba
- Cardinale Giulio Antonio Santori
- Cardinale Girolamo Bernerio, O.P.
- Arcivescovo Galeazzo Sanvitale
- Cardinale Ludovico Ludovisi
- Cardinale Luigi Caetani
- Cardinale Ulderico Carpegna
- Cardinale Paluzzo Paluzzi Altieri degli Albertoni
- Papa Benedetto XIII
- Papa Benedetto XIV
- Papa Clemente XIII
- Cardinale Marcantonio Colonna
- Cardinale Giacinto Sigismondo Gerdil, B.
- Cardinale Giulio Maria della Somaglia
- Cardinale Carlo Odescalchi, S.I.
- Cardinale Costantino Patrizi Naro
- Cardinale Serafino Vannutelli
- Cardinale Domenico Serafini, O.S.B.Subl.
- Arcivescovo Carlo Gregorio Maria Grasso, O.S.B.
- Arcivescovo Carmine Cesarano, C.SS.R.

La successione apostolica è:
- Vescovo Nicola Capasso (1933)